# People In Profit System
A People In Profit System - PIPS, pureinvestor.com, era uma empresa da Malásia que dizia investir em imobiliário, moda, restauração, cinema e nos mercados de capitais mundiais, iniciado em 2004 e difundido por mais de 20 países. Para fazer face a estes investimentos, teoricamente pedia dinheiro emprestado aos auto-denominados "pipsters", que se encontravam espalhados por todo o mundo. O seu líder era Bryan Marsden, casado com Sharon Marsden (Phan Sew Ken), que o acompanhava na promoção da empresa.
Esta empresa foi acusada por múltiplas autoridades e entidades de operar um esquema de Ponzi e é objecto de um livro.
A pureinvestor.com prometia 2% ao dia e promoveu conferências em vários países, a última das quais no Hawaii em Março de 2005.
Porém esta nunca se chegou a realizar, pois os escritórios do PIPS foram fechados pelo Bank Negara Malaysia (Banco Central da Malásia) em 19 de Agosto de 2005.
Marsden e sua esposa foram considerados culpados por um tribunal malaio de 97 acusações de branqueamento de capitais, envolvendo mais de RM77 milhões - E.U. $ 20 milhões. Mesmo após essas acusações terem sido feitas, muitos seguidores / investidores de Marsden continuaram a apoiá-lo e a acreditar que eles iriam ver o seu dinheiro de volta algum dia. Este comportamento de negação ainda pode ser visto em fóruns de HYIP, tal como o Talkgold, entre outros.